# Courrensan
Courrensan är en kommun i departementet Gers i regionen Occitanien i sydvästra Frankrike. Kommunen ligger i kantonen Eauze som tillhör arrondissementet Condom. År 2022 hade Courrensan 394 invånare.

## Befolkningsutveckling
Antalet invånare i kommunen Courrensan
Referens:INSEE